# Black Sails in the Sunset
Black Sails in the Sunset är ett album från punkbandet AFI. Släpptes 18 maj, 1999 av Nitro records. Dexter Holland från The Offspring gästsjunger i Clove Smoke Catharsis.

## Låtar på albumet
Alla låtar är skrivna och komponerade av AFI. 
| Nr  | Titel                                                          | Längd |
| --- | -------------------------------------------------------------- | ----- |
| 1.  | Strength Through Wounding                                      | 1:33  |
| 2.  | Porphyria Cutanea Tarda                                        | 2:07  |
| 3.  | Exsanguination                                                 | 2:48  |
| 4.  | Malleus Maleficarum                                            | 4:01  |
| 5.  | Narrative of Soul Against Soul                                 | 2:29  |
| 6.  | Clove Smoke Catharsis (Med Dexter Holland som gästsångare.)    | 4:38  |
| 7.  | The Prayer Position (Med Dexter Holland som gästsångare.)      | 3:27  |
| 8.  | No Poetic Device                                               | 2:16  |
| 9.  | The Last Kiss (Detta spår står som spår 10 på cd-fodralet.)    | 3:02  |
| 10. | Weathered Tome (Detta spår står som spår 9 på cd-fodralet.)    | 2:12  |
| 11. | At A Glance                                                    | 4:00  |
| 12. | God Called In Sick Today (Med Dexter Holland som gästsångare.) | 3:24  |
| 13. | Midnight Sun (Dolt spår)                                       | 3:04  |

| 7. | Lower It (Placerad cd-utgåvans sjätte och sjunde spår.) | 2:18 |

| 13. | Who Knew? (Dolt spår istället för Midnight Sun. Finns också på Black Sails EP.) | 2:16 |